# 國道102號 (印度)
國道102號（英語：National Highway 102，簡稱NH 102）是一條完全位於印度比哈爾邦的公路，全長80公里（50英里）並連接著該邦的恰普拉和穆扎夫法爾普爾，而沿途經過的城鎮則有熱雷瓦格哈特。

## 外部連結
- 印度國道系統地圖（页面存档备份，存于）